# ФК Срем Јаково
ФК Срем Јаково је српски фудбалски клуб из Јакова, и тренутно се такмичи у Београдској зони, четвртом такмичарском нивоу српског фудбала.

## Историја
Срем је основан 1927. године као ФК Борац. Током своје историје клуб је више пута мењао своје име и касније се звао ФК Црвена звезда и ФК Душан Вукасовић, да би на крају име променио у садашње ФК Срем Јаково.
2011. године је председник клуба постао постао Ђорђе Томић, бивши фудбалер Партизана и Атлетика из Мадрида.

## Истакнути бивши играчи
- Драган Ћирић
- Милош Богуновић
- Бojaн Иcaилoвић
- Иван Чворовић
- Огњен Ђуричин

## Истакнути бивши тренери
- Вук Рашовић